# Dermesztő hajsza
A Dermesztő hajsza (eredeti cím: Cold Pursuit) 2019-es amerikai akció-thriller, a 2014-es Az eltűnés sorrendjében című skandináv film remake-je, melyet az eredeti filmet is készítő Hans Petter Moland rendezett, Frank Baldwin forgatókönyvéből. A főszereplők Liam Neeson, Laura Dern, Emmy Rossum, William Forsythe és Tom Bateman.
Az Amerikai Egyesült Államokban 2019. február 8-án mutatta be a Summit Entertainment, míg Magyarországon két héttel később szinkronizálva, február 21-én a Freeman Film.
A film pozitív értékeléseket kapott a kritikusoktól, akik dicsérték az akció szekvenciákat és a fekete humort. A Metacritic oldalán a film értékelése 59% a 100-ból, ami 36 véleményen alapul. A Rotten Tomatoeson a Dermesztő hajsza 73%-os minősítést kapott, 129 értékelés alapján. A film világszerte jelenleg 32,2 millió dolláros bevételnél tart. 
A film középpontjában egy hókotró-sofőr, Nels Coxman, aki a fia meggyilkolását követően bosszút esküdik a helyi drogbáró ellen.

## Cselekmény
Nelson Coxman (Neeson) nyugodt, csendes életet él a fagyos coloradói síközpontban. Hókotró-sofőrként dolgozva a várostól megkapja az „év polgára” címet. Fia nemsokára heroin túladagolásban meghal. Nels felesége, Grace bánatában elhagyja férjét.
Hamarosan a depresszióban szenvedő Coxman már öngyilkosságra készül, amikor megtudja, hogy fiát valójában egy kábítószer-kartell gyilkolta meg. Ennek tudatában egy lefűrészelt csövű mesterlövész puskával a kartell három emberét megöli, holttestüket a közeli folyóba süllyesztve. A kartell pszichopata vezetője, Trevor "Viking" Calcote gyanítja, hogy ezek a gyilkosságok az indián őslakos drogbáró, Fehér Bika művei lehetnek, akivel korábban mindig elkerülték a konfliktusokat. Viking elrabolja és meggyilkolja Fehér Bika egyik emberét (nem tudva, hogy ő az indián férfi egyetlen fia), amely a két frakció között bandaháborút vált ki.
Viking megtudja, hogy Coxman ölte meg az embereit, és hiába próbálja a bandaháborút elkerülni; a tudtán kívül Fehér Bika titokban vérdíjat tűzött ki rá, és bosszút akar állni szeretett fia elvesztéséért, „fiú a fiúért” alapon. Eközben Coxman elrabolja Viking fiát az iskolából, hogy csapdát állítson a drogbárónak. Az emberrablás ellenére Coxman jól bánik a fiúval és megvédi őt, amikor életveszélybe kerül.
Viking bandája Coxman házához érkezik és hamarosan Fehér Bika emberei is feltűnnek a bosszú szándékával. Az ezt követő lövöldözés során a legtöbb gengszter meghal. A menekülő Viking csapdába esik, miután Coxman felnyársalja autóját egy fatörzzsel, végezetül Fehér Bika mellkason lövi őt.
A haldokló Vikingre a Kehoe-i rendőrnyomozók, Kimberly Dash és partnere, Gip találnak rá. Ahogy Coxman elhagyja a helyszínt egy hókotróval, hogy folytassa az utak megtisztítását, Fehér Bika beszáll mellé és a két férfi együtt utazik tovább. Fehér Bika kartellének utolsó megmaradt ügynöke végül egy siklóernyőn érkezve a hókotró előtt landol, amely miszlikbe aprítja.

## Szereplők
| Szereplő                | Színész                | Magyar hang    | Szerep                                                              |
| ----------------------- | ---------------------- | -------------- | ------------------------------------------------------------------- |
| Nelson "Nels" Coxman    | Liam Neeson            | Csernák János  | Hókotró-sofőr                                                       |
| Grace Coxman            | Laura Dern             | Bertalan Ágnes | Nels felesége                                                       |
| Kimberly "Kim" Dash     | Emmy Rossum            | Dobó Enikő     | Helyi nyomozó                                                       |
| Trevor "Viking" Calcote | Tom Bateman            | Miller Zoltán  | Pszichopata drogbáró, aki Denver, Coloradóban él.                   |
| Brock "Wingman" Coxman  | William Forsythe       | Faragó András  | Egykori bérgyilkos, Viking apjának embere, Nels Coxman testvére.    |
| Aya                     | Julia Jones            | Czirják Csilla | Az UTE népének tagja, Viking ex-felesége, és az ő fiának édesanyja. |
| Mustang                 | Domenick Lombardozzi   | Turi Bálint    | Viking zárkózott homoszexuális végrehajtója.                        |
| Thorpe                  | Raoul Trujillo         | Jantyik Csaba  | Az UTE népének tagja és a Fehér Bika főnöke.                        |
| Dexter                  | Benjamin Hollingsworth | Jakab Márk     | Végrehajtó, Viking és Mustang titkos szeretője.                     |
| John 'Gip' Gipsky       | John Doman             | Ujlaki Dénes   | Kim partnere és egy korrupt zsaru, aki a Fehér Bikának dolgozik.    |
| Sly                     | David O'Hara           | Galkó Balázs   | Viking egyik végrehajtója.                                          |
| Osgard                  | Aleks Paunovic         | Mikula Sándor  | Nyomozó.                                                            |

## Filmkészítés
2017 januárjában bejelentették, hogy Liam Neeson színész, Hans Petter Moland rendező és Michael Shamberg producer részvételeivel elkészül a Dermesztő hajsza című film a StudioCanal által. 2017 márciusában Domenick Lombardozzi, Emmy Rossum, Benjamin Hollingsworth, Laura Dern, William Forsythe, Julia Jones és John Doman csatlakozik a filmhez. A következő hónapban Aleks Paunovic is szerepet nyert.
A film forgatása 2017 márciusában kezdődött Alberta, Kanadában. Néhány jelenetet Fernie, Brit Columbiában is leforgattak. Míg Moland remélte, hogy forgathatnak a Banff Nemzeti Parkban és a Jasper Nemzeti Parkban is, az engedélyt megtagadta a Parks Canada, aki az aggodalmát fejezte ki a film környezeti hatásaira, valamint Tom Jackson által vezetett gengszterek ábrázolását. Jackson levelet küldött a projekt támogatása érdekében.